# NGC 2475
NGC 2475 (również PGC 22321 lub UGC 4114) – galaktyka eliptyczna (E), znajdująca się w gwiazdozbiorze Rysia. Odkrył ją 9 stycznia 1856 roku R.J. Mitchell – asystent Williama Parsonsa. Tworzy fizyczną parę z sąsiednią galaktyką NGC 2474. Wiele katalogów i baz astronomicznych, np. SIMBAD, NASA/IPAC Extragalactic Database (NED), identyfikuje te dwie galaktyki odwrotnie.